# 德拉诺葡萄园罢工
德拉诺葡萄园罢工是由农业工人组织委员会（AWOC）發起的一场罢工。农业工人组织委员会認為美國德拉诺葡萄園工人被剝削，於是发起罢工。  1965年9月8日，罢工开始，一周后，全国农场工人协会 (NFWA) 也加入罢工。  1966年8月，农业工人组织委员会和全国农场工人协会 合并成立美国农场工人联合会 (UFW)。 罢工共持续了五年。 1970年7月，农场工人與葡萄園老闆通過集體協商達成协议，罷工結束。